# Cristóbal de Albornoz
Cristóbal de Albornoz (probablemente Huelva, España, c. 1530 - ?) fue un clérigo español que combatía idolatrías. Estuvo activo en Perú en el siglo XVI.
No se conocen ni la fecha ni las circunstancias de su llegada a América. Fue cura de la catedral de Santo Domingo y visitador eclesiástico de la misma ciudad. Tuvo estos mismo cargos en Nueva Granada.
Llegó a Perú hacia 1567, desembarcando en el puerto de Paita. Pasó a Piura, y de allí a Cuzco, donde estuvo bajo la protección del también onubense Hernando Arias, chantre de la catedral de Cuzco. Fue cura de la doctrina en Lampa, y en 1568 fue nombrado visitador eclesíastico de Arequipa.
En 1569, el cabildo eclesiástico de Cuzco le envió a Huamanga para solucionar el pago de los diezmos, además de efectuar también una visita a dicha región. Estuvo allí hasta 1571 y en el curso de su misión tomó conocimiento del movimiento conocido como el Taki Onqoy, mientras que de manera paralela elaboró sendas informaciones de servicios con el fin de lograr una plaza en el cabildo cuzqueño. En la segunda información se atribuye ser el descubridor del mencionado movimiento religioso.
Nombrado canónigo interino, participó en la visita general junto al virrey del Perú Francisco Álvarez de Toledo, recorriendo las regiones de Parinacochas y Andahuaylas, tomando parte en la fundación de la villa de Oropesa. Con la llegada de Sebastián de Lartaun, nuevo obispo de Cuzco, Albornoz llegó a ser provisor y vicario general del obispado hasta en dos oportunidades. En el cumplimiento de sus funciones, en 1581 fue encarcelado por el comisario de la Inquisión, Pedro de Quiroga quien tenía un largo enfrentamiento con el obispo.
Posible obra de él es "Instrucción acerca de los ritos y mitos de los incas" 